# Calophyllum caledonicum
Calophyllum caledonicum là một loài thực vật có hoa trong họ Calophyllaceae. Loài này được Vieill. ex Planch. & Triana mô tả khoa học đầu tiên năm 1861.